# Центр перепідготовки та підвищення кваліфікації працівників юстиції
Центр перепідгото́вки та підви́щення кваліфіка́ції працівникі́в юсти́ції — це бюджетна установа, навчальний заклад післядипломної освіти, підвідомчий Міністерству юстиції України.
Наразі Центр є єдиним галузевим навчальним закладом післядипломної освіти, що здійснює підвищення кваліфікації працівників органів юстиції України.

## Історична довідка
З метою поліпшення перепідготовки юридичних кадрів і підвищення їх кваліфікації Міністерству юстиції УРСР та на виконання Постанови Центрального Комітету КП України і Ради Міністрів Української РСР від 15 вересня 1970 року № 498 «Про заходи по поліпшенню роботи судових і прокурорських органів УРСР» було вирішено організувати республіканські курси підвищення кваліфікації працівників юстиції.
Відповідно до наказу Міністра юстиції Української РСР від 11 жовтня 1971 року № 727 «Про організацію Республіканських Курсів підвищення кваліфікації працівників юстиції Української РСР» у м. Києві створено республіканські курси підвищення кваліфікації працівників юстиції Української РСР. 
Робота курсів мала розпочатися з 1 січня 1972 року, заняття проводитись у приміщенні школи №39 м. Києва імені Мариса Тереза за адресою: вул. Совська, 55.
В Положенні про Республіканські курси підвищення кваліфікації працівників юстиції, затвердженому наказом Міністра юстиції Української РСР від 17 травня 1973 року № 10 зазначалося, що головним завданням Республіканських курсів є підвищення рівня знань працівників судів і установ юстиції. 
На Республіканських курсах проходили перепідготовку старші консультанти і консультанти МЮ УРСР і Верховного суду УРСР, відділів юстиції виконкомів обласних Рад депутатів трудящих, члени обласних судів, голови районних (міських) народних судів, народні судді, нотаріуси і консультанти нотаріальних контор, завідувачі юридичних консультацій і адвокати, судові виконавці, секретарі судів і судових засідань, працівники органів РАЦС, а також працівники юридичних служб міністерств і відомств, підприємств, установ і організацій республіки та інші працівники, які направлялись на навчання згідно з постановами (розпорядженнями) Ради Міністрів УРСР.
Відповідно до наказу Міністра юстиції Української РСР №33/26 від 4.09.1978 р. «О внесении изменений в организационнуюю структуру Республиканских курсов повышения квалификации работников юстиции Украинской ССР» створено філіал у м. Харкові. У філіалі проходили навчання такі категорії працівників, як консультанти судів, помічники голів судів, державні виконавці, секретарі судів, секретарі судових засідань, судові розпорядники, нотаріуси.
9 лютого 1999 року Курси підвищення кваліфікації працівників юстиції України отримали Ліцензію серія ВКД-К №110042 на провадження освітньої діяльності, пов’язаної з наданням освіти на рівні кваліфікаційних вимог до підвищення кваліфікації з напряму «Правознавство».
1 липня 2000 року Курси підвищення кваліфікації працівників юстиції України отримали Ліцензію серія ВКД-К № 110336 на провадження освітньої діяльності, пов’язаної з наданням освіти на рівні кваліфікаційних вимог до підвищення кваліфікації.
Згідно з Розпорядженням Кабінету Міністрів України від 13.03.02р. № 131-р «Про утворення Центру перепідготовки та підвищення кваліфікації працівників юстиції» Курси підвищення кваліфікації працівників юстиції України ліквідуються, а на їх базі утворюється Центр перепідготовки та підвищення кваліфікації працівників юстиції.
Відповідно до Розпорядження Кабінету Міністрів України від 13 березня 2002 р. № 131-р «Про утворення Центру перепідготовки та підвищення кваліфікації працівників юстиції» та на підставі наказу Міністерства юстиції України від 19.06.02р. № 52/5 утворено Центр перепідготовки та підвищення кваліфікації працівників юстиції та його філіал у м. Харкові.
28 лютого 2003 року Центр перепідготовки та підвищення кваліфікації працівників юстиції (в т.ч. для Харківського філіалу) отримав Ліцензію серія АА № 429049 на надання освітніх послуг, пов’язаних з наданням освіти на рівні кваліфікаційних вимог до підвищення кваліфікації державних службовців і керівників державних підприємств, установ і організацій.
20 січня 2009 року Центр отримав Ліцензію серії АВ № 443086 з надання освітніх послуг з підвищення кваліфікації державних службовців V–VII категорій за напрямом 1501 «Державне управління».
7 жовтня 2009 року Центр включено до Державного реєстру вищих навчальних закладів України.
14 червня 2010 року Центр отримав Ліцензію серії АВ № 529278 з надання освітніх послуг з підвищення кваліфікації працівників юридичних та кадрових служб підприємств, установ і організацій та нотаріусів в галузі знань 0304 «Право».

## Керівники

Юречко Олександр Миколайович

- Семченко Михайло Васильович (4 січня 1972 — 1 грудня 1980 рр.)
- Потебенько Петро Григорович
- Юречко Олександр Миколайович (19 січня 2004 — 25 січня 2008 рр.)
- Дубовик Сергій Олегович (19 березня 2008 — 30 вересня 2013 рр.)

## Завдання та функції
навчальна – організовує навчальний процес та забезпечує його відповідальними працівниками Міністерства юстиції України висококваліфікованими фахівцями інших органів державної влади, залучає до співпраці науковців академічних установ Академії Наук України та провідних вчених вищих навчальних закладів;
наукова – розробляє та засобами комунікативного зв'язку, у тому числі за допомогою інтерпорталу, поширює наукові напрацювання щодо актуальних проблем діяльності Міністерства юстиції України та її структурних підрозділів як у центрі, так і на місцях; 
рекомендаційна – сприяє удосконаленню та оптимізації професійної діяльності, узагальнює передовий досвід і рекомендує застосовувати його в практичній діяльностіпрацівниками територіальних органів та установ юстиції. 
Відповідно до своїх основних функцій Центр:
- спільно з Міністерством юстиції України, Головним управлінням юстиції Міністерства юстиції України в Автономній Республіці Крим, обласними, Київським та Севастопольським міськими управліннями юстиції визначає потребу і основні напрями перепідготовки та підвищення кваліфікації працівників юстиції;
- створює в межах загальної структури підрозділи для здійснення перепідготовки і підвищення кваліфікації працівників юстиції, навчальної, методичної, наукової, експертної та іншої діяльності;
- формує відповідно до чинного законодавства (на договірній або на контрактній основі) штати адміністративно-управлінського, професорсько-викладацького, методичного, технічного та іншого персоналу;
- визначає зміст, форми, методи, засоби перепідготовки та підвищення кваліфікації працівників юстиції;
- ініціює, організовує і проводить науково-теоретичні, науково-методичні конференції, семінари за участю республіканських, регіональних, міжнародних органів, установ, організацій та направляє своїх представників для участі у відповідних заходах;
- розробляє і готує до видання навчально-методичну, літературу для належного функціонування системи перепідготовки та підвищення кваліфікації працівників юстиції;
- рекомендує для використання в органах, установах і організаціях юстиції навчальну, навчально-методичну літературу, розробки з питань державної служби і права;
- проводить дослідження і аналіз (діагностику) практичних умінь і навичок та слухачів Центру з метою своєчасного виявлення прогалин у їх підготовці, визначення пріоритетів їх інтересів, потреб, на цій основі, внесення змін до навчальних програм, тем семінарів, змісту лекцій, семінарських, практичних занять та надання різнопланової адресної методичної й консультативної допомоги;
- надає освітні й консультативні послуги населенню відповідно до заявлених потреб і доцільної необхідності в інтересах громадян та Центру;
- бере участь у роботі творчих груп, створених Міністерством юстиції України для розроблення проектів нормативно-правових актів, інструктивно-методичних матеріалів, рекомендацій тощо;
- укладає договори про співробітництво у сферах наукової, методичної, господарської діяльності з іншими установами, організаціями, підприємствами, юридичними та фізичними особами, у тому числі й з іноземними;
- здійснює організоване та систематичне навчання дипломованих працівників юстиції з метою перепідготовки за визначеною спеціальністю та оновлення професійних знань з метою подолання розриву між раніше отриманою ними професійною підготовкою і новими вимогами до рівня кваліфікації в умовах динамічного розвитку соціально-економічної сфери, науки, освіти, культури;
- створює належні умови для навчання, проживання, побутового обслуговування слухачів у гуртожитку Центру;
- здійснює іншу діяльність, яка не суперечить чинному законодавству України.

## Структура Центру
- Директор;

Організаційна структура Центру

- Перший заступник директора Центру - завідувач науково-дослідного відділу;
- Заступник директора з навчальної роботи;
- Заступник директора з адміністративно-господарської роботи;
- Бухгалтерія;
- Науково - дослідний відділ;
- Відділ підвищення кваліфікації за програмою тематичних короткострокових семінарів;
- Відділ підвищення кваліфікації за програмою тематичних постійнодіючих семінарів;
- Відділ перепідготовки кадрів;
- Інформаційно - технічний відділ;
- Виробничо-господарський відділ;
- Гуртожиток.

## Керівництво
Чижмарь Катерина Іванівна